# Antoni Elías i Deix
Antoni Elías i Deix   (Manresa, 1958), més conegut com a Toni Elías, és un ex-pilot de motocròs català, onze vegades Campió d'Espanya durant les dècades del 1970 i 1980 i un dels més recordats pilots catalans d'aquesta disciplina. Casat des de 1979 amb Mei Justicia, és pare del campió del món de velocitat Toni Elías, qui s'ha fet tan popular que ara a ell se'l coneix com a Toni Elías pare o Toni Elías sènior. A banda, és el germà gran de Jordi Elías, dues vegades Campió d'Espanya de motocròs durant la dècada del 1980.
El gener del 2024, la Federació Catalana de Motociclisme li concedí el premi Legends en reconeixement de la seva trajectòria motociclista.

## Resum biogràfic
El pare de Toni Elías havia estat un conegut pilot motociclista a la seva època, especialitzat en pujades de muntanya (a hores d'ara encara ostenta el rècord de 50 cc a la Pujada a Montserrat), proves de Regularitat, Ral·lis i similars. Quan Toni tingué l'edat de córrer en moto podria haver seguit les seves passes i dedicar-se a la velocitat, però son pare l'en feu desistir per considerar-ho perillós (no feia gaire s'havia mort Ramon Torras en un accident que va colpir fortament els afeccionats), amb la qual cosa es decidí per una altra disciplina que també l'apassionava: el motocròs.
Toni Elías encetà la seva llarga carrera d'èxits guanyant el Campionat estatal de motocròs júnior el 1974. L'any següent, com a oficial de Bultaco, passà a la categoria màxima i a partir d'aquí la seva progressió fou fulgurant, aconseguint el primer títol en 250 cc el 1977 i començant així una era de domini absolut en aquest esport. Durant anys, protagonitzà duels memorables amb rivals de la talla de Jordi Capapey, Ignasi Bultó, Fernando Muñoz (Randy, amb qui l'unia una bona amistat) o Toni Arcarons per esmentar-ne alguns, resultant-ne vencedor en nombroses ocasions.
L'estampa de Toni Elías d'aquella època, amb el seu casc integral groc amb dues estrelles negres i botes grogues a joc, ha esdevingut una icona del motocròs català. També ha passat a la història la seva típica imatge a la graella de sortida, tot recolzant el peu damunt una totxana o una pedra, ja que la seva curta estatura feia que no arribés a terra un cop damunt la moto.
Malgrat que es concentrà principalment en competicions estatals, Elías disputà també els Grans Premis puntuables per al Campionat del Món que es disputaven a Catalunya aconseguint-hi èxits remarcables, com ara el cinquè lloc en una mànega al Gran Premi d'Espanya de 125 cc el 1978 (al Circuit del Cluet, Montgai) o el segon lloc en una altra al de 250 cc el 1979 (al Circuit del Vallès).

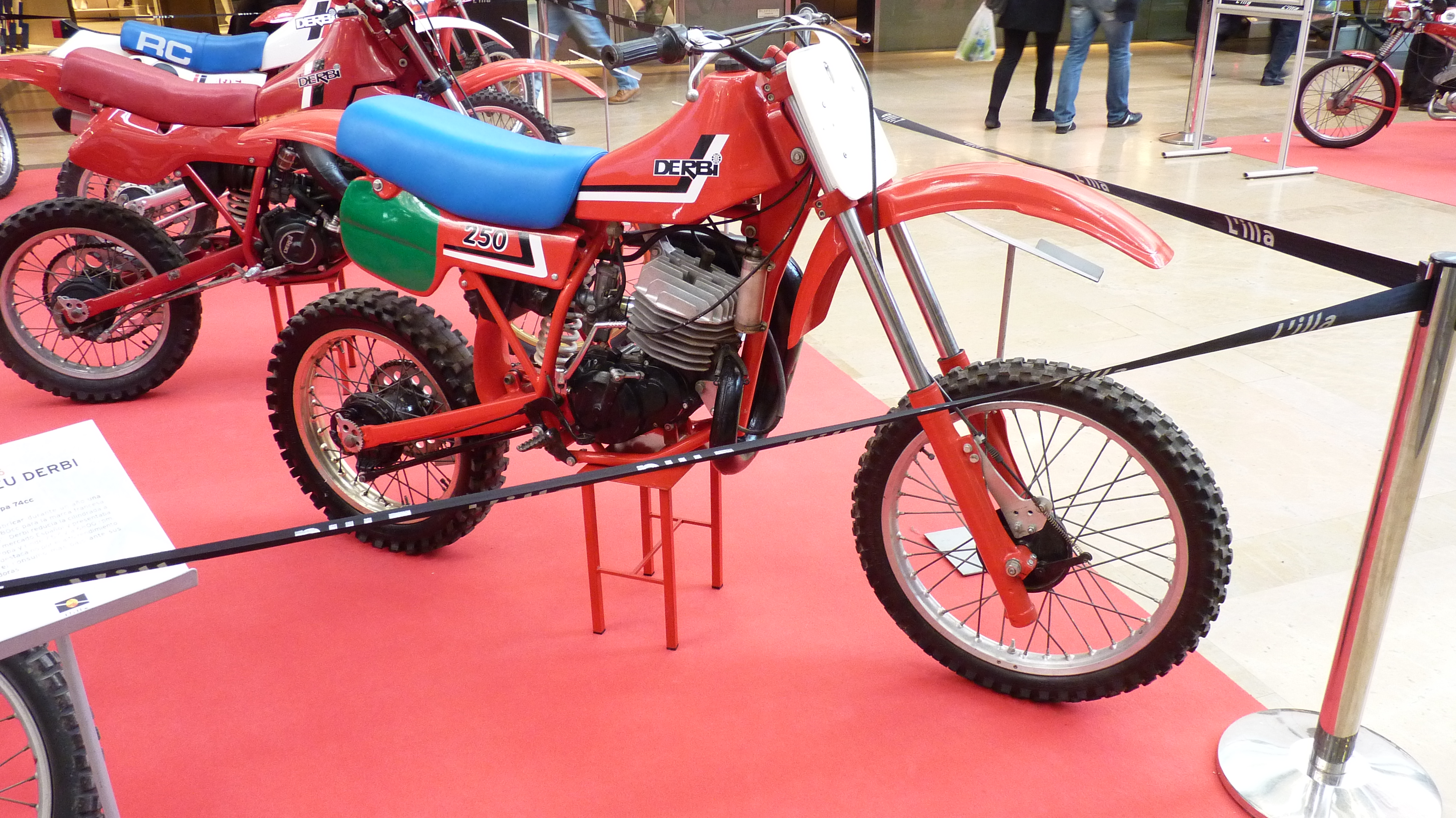
Derbi RC 250 Cross de 1981, rèplica de la que pilotà Elías el 1980

Durant l'hivern de 1979 feu un stage a l'Argentina en què disputà unes quantes curses internacionals de supercross, competint entre d'altres amb Roger De Coster, a qui guanyà en una ocasió. A finals d'aquell mateix any rebutjà una important oferta econòmica de Derbi i decidí continuar a Bultaco, amb el compromís per part de la marca que la temporada de 1979 seguiria tot el Campionat del Món de motocròs com a company d'equip de Harry Everts. Malauradament aquest acord no s'arribà a complir, ja que l'empresa feu fallida a començaments de 1979 i Elías es quedà tota aquella temporada sense assistència de fàbrica.
El 1980, amb Bultaco en procés de fallida i tancament, canvià finalment a Derbi i continuà la seva collita de títols amb les CRS de la marca vallesana, ara ja en dues cilindrades (125 i 250 cc). Amb Derbi, a més, guanyà dos Campionats d'Espanya de kàrting en la categoria de 250 cc, els de 1980 i 1981. Després de Derbi, pilotà una temporada la italiana Cagiva i les dues següents la Yamaha, guanyant el seu darrer títol amb aquesta marca el 1986, en 125 cc.
Finalment, Elías es retirà de la competició quan era encara jove: el 1987, quan el seu fill Toni tenia 4 anys.

### Evolució tècnica
Durant la seva llarga carrera, Elías experimentà la constant evolució del motocròs, passant dels frens de tambor als de disc i de la refrigeració per aire a la líquida, a banda d'innovacions com ara l'admissió per làmines i la vàlvula d'escapament. A la seva etapa a Bultaco, a instàncies de Francesc Xavier Bultó anà provant a la seva Pursang tota mena d'invents: amortidors sense molla, amb gas…
També el seu estil de pilotatge patí grans canvis, passant per exemple d'aterrar amb la roda del darrere a fer-ho amb la del davant, adoptant tècniques de supercross apreses dels campions nord-americans amb qui havia competit durant la seva estada a l'Argentina.

### L'episodi catalanòfob de TVE el 2006
Toni Elías fou víctima d'un episodi de negació de la llengua catalana per part de TVE el 15 d'octubre del 2006, amb motiu del Gran Premi de Portugal disputat al circuit d'Estoril. A la cursa de MotoGP, el seu fill Toni Elías va guanyar davant de Valentino Rossi al darrer revolt, per només dues mil·lèsimes de segon. En ser entrevistat en directe a peu de pista, Elías pare va contestar en català endut per l'emoció acabada de viure i, malgrat que l'entrevistador Marc Martín -també català- l'anava traduint simultàniament, el director de la retransmissió Miguel Ángel Roselló (també catalanoparlant) tallà la conversa des del plató amb males maneres tot exclamant «¡No puede hablar, no puede hablar!» ("No pot parlar, no pot parlar!") reiteradament. Tot i l'intent de Martín de continuar l'entrevista, cada resposta en català de Toni Elías pare provocava un reguitzell de «¡No puede hablar!» de Roselló des del plató, fins que l'entrevista es va donar per acabada prematurament i sobtada.
Endut per un excés de zel catalanòfob, Roselló encara va decidir aclarir a l'audiència que «Esto no estaba previsto» ("Això no estava previst").

## Botiga i Escola de motocròs
Seguint les passes del seu pare, qui ja havia tingut un taller de motos a la seva època, el 1982 Elías obrí la seva primer botiga de motocicletes i el 2005 obrí la que regenta actualment, Toni Elías Motos, al polígon Els Trullols de Manresa.
La botiga disposa d'un circuit de motocròs particular on Toni Elías ha fet de monitor de motocròs durant anys, activitat que encara desenvolupa actualment (tot i que ara ho fa sense cobrar, només pel plaer de formar els nens que hi assiteixen). Pel seu circuit hi han passat gran nombre d'alumnes, alguns dels quals futures estrelles d'aquest esport com ara el valencià Pablo Colomina o el badaloní Javier García Vico.

## Palmarès al Campionat d'Espanya
| Any          | Motocicleta  | 500 cc      | 250 cc | 125 cc    |
| ------------ | ------------ | ----------- | ------ | --------- |
| 1974         | Bultaco      | -           | -      | 1r Júnior |
| 1975         | Bultaco      | -           | 3r     | -         |
| 1976         | Bultaco      | 2n          | 2n     | -         |
| 1977         | Bultaco      | -           | 1r     | -         |
| 1978         | Bultaco      | 2n          | 1r     | -         |
| 1979         | Bultaco      | -           | 1r     | -         |
| 1980         | Derbi        | -           | 2n     | 1r        |
| 1981         | Derbi        | -           | 1r     | 1r        |
| 1982         | Derbi        | -           | 1r     | 1r        |
| 1983         | Derbi        | -           | 3r     | 1r        |
| 1984         | Cagiva       | -           | 2n     | 2n        |
| 1985         | Yamaha       | -           | 2n     | 3r        |
| 1986         | Yamaha       | -           | 2n     | 1r        |
| Total títols | Total títols | 0           | 5      | 6         |
|              |              | 11 estatals |        |           |